# Косич, Петар
Петар Косич (серб. Петар Косић, 13 мая 1881, Буячич — 18 мая 1949, Белград) — сербский и югославский военачальник, начальник Генштаба Югославской королевской армии (3 января 1940-27 марта 1941; с конца марта 1941 г. в отставке).

## Биография
Петар Косич родился 13 мая 1881 года в селении Буячич близ Валево, в крестьянской семье (отец Вичентий Косич, мать Миления). После окончания средней школы в Валево, поступил в армию в 1898 году, студентом класса 31 нижней школы Военной академии. По окончании получил чин подпоручика артиллерии. Военное образование продолжил в качестве студента класса 14 школы Военной академии, которую окончил в 1906 году. Стажировался во Франции и Германии до 1908 г.
В 1920 году Косич женился на Ольге Ловцевич, дочери профессора Стевана Ловцевича, директора школы, работника Министерства образования и наставника короля. Детей у супругов не было.

## Военная карьера
После окончания академии, с 10 октября 1906 г. — водник (сержант) в 8-м пехотном полку, менее чем через месяц, 7 ноября 1906 года, был переведён сержантом в Пехотную унтер-офицерскую школу. С 30 марта 1907 года он был командиром 4-й роты 3-го батальона 2-го пехотного полка, с 16 ноября 1908 года командир 3-й роты 2-го батальона 16-го пехотного, полка. В этом положении он находился до начала Балканских войн. В Балканских войнах был комендантом железнодорожных вокзалов в Прибое, Пироте и Вране, адъютантом командующего Второй армией и адъютантом в штабе Македонско-Косовской группы армий.
В годы Первой мировой войны 1914—1918 гг. он был назначен помощником начальника штаба Битольской дивизии. 1 октября 1915 года был назначен референтом в штаб-квартире II армии, далее он был назначен начальником штаба Тимокской дивизии. В этой должности встретил окончание войны.
После Первой мировой войны в новообразованной армии Королевства СХС Косич в период с 26 октября 1919 по 29 ноября 1921 гг. преподавал тактику в Нижней школе Военной академии. Параллельно с преподаванием был 4 мая 1920 года назначен начальником отдела операций Главного оперативного управления Генерального штаба; 24 ноября 1921 года — помощник начальника штаба Первого армейского округа. Также состоял начальником штаба Второго армейского округа, короткое время занимал должность мэра (было подтверждено 11 апреля 1923 г.). 10 ноября 1925 года он был переведен на должность командующего Дравской пехотной бригады, а затем 10 февраля 1927 года был назначен начальником Генерального штаба Третьего армейского округа. 11 апреля 1929 года, он был назначен исполняющим обязанности командующего 2-й кавалерийской дивизии. 16 ноября 1930 года был назначен первым заместителем начальника штаба. Член югославской делегации на конференции по разоружению в Женеве в период 1932/1933 гг. 6 сентября 1936 года был назначен исполняющим обязанности командующего Первой армией. С 18 ноября 1937 года занимал должность коменданта Белграда. 3 января 1940 года назначен начальником Генштаба и по совместительству воспитателем (опекуном) молодого короля Петра.
В результате государственного переворота 27 марта 1941 г. Косич был досрочно отправлен на пенсию и заменён на этом посту своим одноклассником, генералом армии Душаном Симовичем, который одновременно возложил на себя должности начальника Генштаба и премьер-министра.

## Звания и награды
Артиллерийский подпоручик, 1900; капитан первого класса в 1911 году; майор 1913; подполковник в 1913 году; Полковник на 14 октября 1920 года; бригадный генерал на 1 декабря 1925 года; дивизионный генерал с 6 сентября 1930 года; генерал армии с 6 сентября 1937.
Награждён орденом Звезды Карагеоргия с мечами II и IV степени, орденом Звезды Карагеоргия IV степени, орденом Белого Орла с мечами III и IV степени, орденом Белого Орла V степени, орденом Святого Саввы I, II и III степени, орденом югославской Короны II и III степеней и многочисленными медалями и знаками отличия разных стран.

## После Второй мировой войны
Во время Второй мировой войны Косич эмигрировал, выступал из-за рубежа против коммунистического движения Тито. Имел неосторожность вернуться в уже Социалистическую Югославию, где был арестован 15 февраля 1949 года вместе с Александром Цинцар-Марковичем, Иво Перовичем, Миланом Античем и другими. В тюрьме в знак протеста объявил голодовку. Умер в больнице 18 мая 1949 года, в результате последствий голодовки.